# Trofeu Pitxitxi
El Trofeu Pitxitxi és el premi atorgat anualment pel diari esportiu espanyol Marca al màxim golejador de la primera divisió espanyola de futbol. Per extensió, també sol utilitzar-se de forma genèrica el terme pitxitxi per referir-se al màxim golejador d'un torneig futbolístic.
El premi rep el nom en honor de Pichichi (Rafael Moreno Aranzadi, 1892-1922), jugador de l'Athletic Club, que va destacar per la seva gran capacitat golejadora durant els anys 1910 i 1920, abans de la creació de la lliga espanyola de futbol.
No és un premi oficial i es basa en les cròniques que elaboren els corresponsals del diari Marca, i no en les actes arbitrals. Així mateix, les seves estadístiques no computen per al trofeu Bota d'Or, ja que aquest el concedeix l'European Sports Media.

## Història

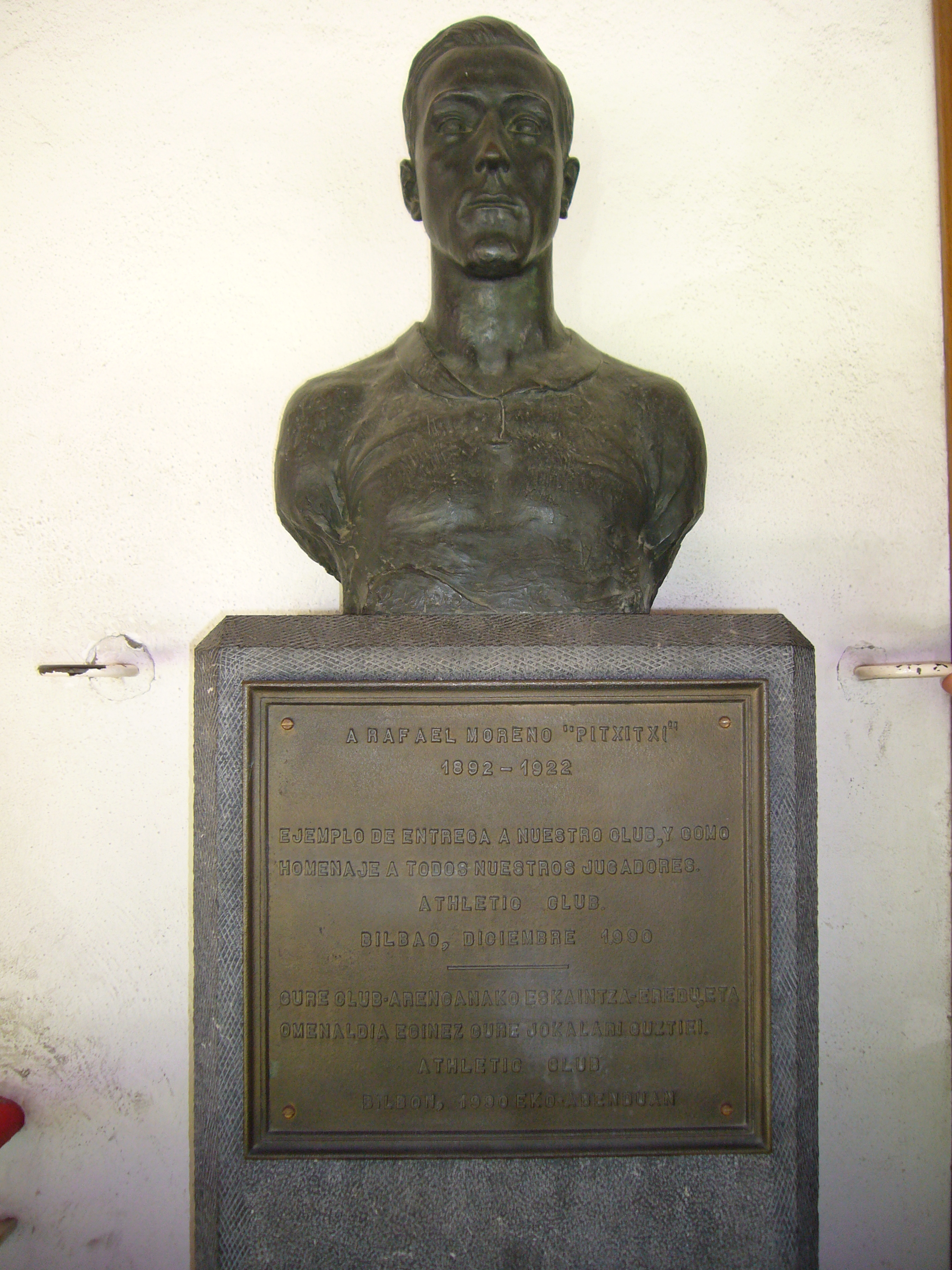
Bust de Pitxitxi, jugador que dona nom al trofeu.

El 18 de febrer de 1953, la Delegació Nacional d'Esports, presidida pel General Moscardó, va autoritzar la Reial Federació Espanyola de Futbol a instaurar el premi. La creació va ser iniciativa dels diaris Marca i del ja desaparegut Arriba. El Trofeu Pitxitxi es va lliurar per primera vegada la temporada 1952/53, sent Telmo Zarra el primer guanyador. Amb posterioritat, Marca ha reconegut simbòlicament com a guanyadors del Trofeu Pitxitxi tots els futbolistes que van ser màxims golejadors de la lliga abans de la temporada 1952-1953.
La temporada 2002/03, amb motiu del 50è aniversari del trofeu i la 75.ª edició de la lliga espanyola, Marca va lliurar un premi especial commemoratiu, el Pitxitxi d'or, a Telmo Zarra i Quini, per ser els dos futbolistes espanyols, vius, amb més gols a la primera divisió. La temporada 2005/06 Marca, a imatge i semblança del Trofeu Pitxitxi, va crear el Trofeu Zarra per premiar al màxim golejador espanyol de la temporada.
Lionel Messi —futbolista que més vegades ha aconseguit el guardó, en 8 ocasions— ostenta el rècord de màxim realitzador en una temporada amb 50 gols, aconseguits la temporada 2011/12. Messi és també el jugador amb més Pitxitxis aconseguits de forma consecutiva amb 5 (del 2016 al 2021), seguit d'Hugo Sánchez amb 4 (del 1984 al 1988). Així mateix, Quini i Hugo Sánchez són els únics dos jugadors que han aconseguit 5 Trofeus Pitxitxi jugant amb diferents equips.

## Llista de tots els guanyadors del Trofeu Pitxitxi
El trofeu es lliura anualment des de la temporada 1952/1953. Els guanyadors dels anys anteriors han estat reconeguts, simbòlicament, amb posterioritat.
| Temporada | Jugador                        | Equip                      | Gols | Partits | Mitjana |
| --------- | ------------------------------ | -------------------------- | ---- | ------- | ------- |
| 1928–29   | Paco Bienzobas                 | Reial Societat             | 14   | 18      | 0,78    |
| 1929–30   | Guillermo Gorostiza (1)        | Athletic Club (1)          | 20   | 18      | 1,11    |
| 1930–31   | Agustín Sauto, 'Bata'          | Athletic Club (2)          | 27   | 17      | 1,59    |
| 1931–32   | Guillermo Gorostiza (2)        | Athletic Club (3)          | 12   | 15      | 0,8     |
| 1932–33   | Manuel Olivares                | Reial Madrid (1)           | 16   | 14      | 1,14    |
| 1933–34   | Isidro Lángara (1)             | Reial Oviedo (1)           | 27   | 18      | 1,5     |
| 1934–35   | Isidro Lángara (2)             | Reial Oviedo (2)           | 27   | 22      | 1,23    |
| 1935–36   | Isidro Lángara (3)             | Reial Oviedo (3)           | 27   | 21      | 1,29    |
| 1939–40   | Víctor Unamuno                 | Athletic Club (4)          | 20   | 22      | 0,91    |
| 1940–41   | Pruden Sánchez                 | Atlètic de Madrid (1)      | 30   | 22      | 1,36    |
| 1941–42   | Edmundo Suárez, 'Mundo' (1)    | València CF (1)            | 27   | 25      | 1,08    |
| 1942–43   | Marià Martín                   | FC Barcelona (1)           | 32   | 23      | 1,39    |
| 1943–44   | Edmundo Suárez, 'Mundo' (2)    | València CF (2)            | 27   | 26      | 1,04    |
| 1944–45   | Telmo Zarra (1)                | Athletic Club (5)          | 19   | 26      | 0,73    |
| 1945–46   | Telmo Zarra (2)                | Athletic Club (6)          | 24   | 18      | 1,33    |
| 1946–47   | Telmo Zarra (3)                | Athletic Club (7)          | 34   | 24      | 1,42    |
| 1947–48   | Manuel Fernández, 'Pahiño' (1) | RC Celta de Vigo           | 23   | 22      | 1,05    |
| 1948–49   | César Rodríguez                | FC Barcelona (2)           | 28   | 24      | 1,17    |
| 1949–50   | Telmo Zarra (4)                | Athletic Club (8)          | 25   | 26      | 0,96    |
| 1950–51   | Telmo Zarra (5)                | Athletic Club (9)          | 38   | 30      | 1,27    |
| 1951–52   | Manuel Fernández, 'Pahiño' (2) | Reial Madrid (2)           | 28   | 27      | 1,04    |
| 1952–53   | Telmo Zarra (6)                | Athletic Club (10)         | 24   | 29      | 0,83    |
| 1953–54   | Alfredo Di Stéfano (1)         | Reial Madrid (3)           | 27   | 28      | 0,96    |
| 1954–55   | Juan Arza                      | Sevilla FC                 | 28   | 29      | 0,97    |
| 1955–56   | Alfredo Di Stéfano (2)         | Reial Madrid (4)           | 24   | 30      | 0,8     |
| 1956–57   | Alfredo Di Stéfano (3)         | Reial Madrid (5)           | 31   | 30      | 1,03    |
| 1957–58   | Ricardo Alós                   | València CF (3)            | 19   | 29      | 0,66    |
| 1957–58   | Manuel Badenes                 | Real Valladolid CF (1)     | 19   | 29      | 0,66    |
| 1957–58   | Alfredo Di Stéfano (4)         | Reial Madrid (6)           | 19   | 30      | 0,63    |
| 1958–59   | Alfredo Di Stéfano (5)         | Reial Madrid (7)           | 23   | 28      | 0,82    |
| 1959–60   | Ferenc Puskás (1)              | Reial Madrid (8)           | 26   | 24      | 1,08    |
| 1960–61   | Ferenc Puskás (2)              | Reial Madrid (9)           | 27   | 28      | 0,96    |
| 1961–62   | Juan Seminario                 | Reial Saragossa            | 25   | 30      | 0,83    |
| 1962–63   | Ferenc Puskás (3)              | Reial Madrid (10)          | 26   | 30      | 0,87    |
| 1963–64   | Ferenc Puskás (4)              | Reial Madrid (11)          | 20   | 25      | 0,8     |
| 1964–65   | Cayetano Ré                    | FC Barcelona (3)           | 25   | 30      | 0,83    |
| 1965–66   | Luciano Sánchez, 'Vavá II'     | Elx CF                     | 19   | 30      | 0,63    |
| 1966–67   | Waldo Machado                  | València CF (4)            | 24   | 30      | 0,8     |
| 1967–68   | Fidel Uriarte                  | Athletic Club (11)         | 22   | 24      | 0,92    |
| 1968–69   | Amancio Amaro (1)              | Reial Madrid (12)          | 14   | 29      | 0,48    |
| 1968–69   | José Eulogio Gárate (1)        | Atlètic de Madrid (2)      | 14   | 20      | 0,7     |
| 1969–70   | Amancio Amaro (2)              | Reial Madrid (13)          | 16   | 29      | 0,55    |
| 1969–70   | Luis Aragonés                  | Atlètic de Madrid (3)      | 16   | 30      | 0,53    |
| 1969–70   | José Eulogio Gárate (2)        | Atlètic de Madrid (4)      | 16   | 30      | 0,53    |
| 1970–71   | José Eulogio Gárate (3)        | Atlètic de Madrid (5)      | 17   | 28      | 0,61    |
| 1970–71   | Carles Rexach                  | FC Barcelona (4)           | 17   | 29      | 0,59    |
| 1971–72   | Enrique Porta                  | Granada CF                 | 20   | 31      | 0,65    |
| 1972–73   | Mariano Arias, 'Marianín'      | Reial Oviedo (4)           | 19   | 32      | 0,59    |
| 1973–74   | Enrique Castro, 'Quini' (1)    | Sporting de Gijón (1)      | 20   | 34      | 0,59    |
| 1974–75   | Carlos Ruiz Herrero            | Athletic Club (12)         | 19   | 32      | 0,59    |
| 1975–76   | Enrique Castro, 'Quini' (2)    | Sporting de Gijón (2)      | 18   | 34      | 0,53    |
| 1976–77   | Mario Alberto Kempes (1)       | València CF (5)            | 24   | 34      | 0,71    |
| 1977–78   | Mario Alberto Kempes (2)       | València CF (6)            | 28   | 34      | 0,82    |
| 1978–79   | Hans Krankl                    | FC Barcelona (5)           | 29   | 30      | 0,97    |
| 1979–80   | Enrique Castro, 'Quini' (3)    | Sporting de Gijón (3)      | 24   | 34      | 0,71    |
| 1980–81   | Enrique Castro, 'Quini' (4)    | FC Barcelona (6)           | 20   | 30      | 0,67    |
| 1981–82   | Enrique Castro, 'Quini' (5)    | FC Barcelona (7)           | 26   | 32      | 0,81    |
| 1982–83   | Poli Rincón                    | Reial Betis                | 20   | 30      | 0,67    |
| 1983–84   | Jorge da Silva                 | Real Valladolid CF (2)     | 17   | 30      | 0,57    |
| 1983–84   | Juan Gómez, 'Juanito'          | Reial Madrid (14)          | 17   | 31      | 0,55    |
| 1984–85   | Hugo Sánchez (1)               | Atlètic de Madrid (6)      | 19   | 33      | 0,58    |
| 1985–86   | Hugo Sánchez (2)               | Reial Madrid (15)          | 22   | 33      | 0,67    |
| 1986–87   | Hugo Sánchez (3)               | Reial Madrid (16)          | 34   | 41      | 0,83    |
| 1987–88   | Hugo Sánchez (4)               | Reial Madrid (17)          | 29   | 36      | 0,81    |
| 1988–89   | Baltazar                       | Atlètic de Madrid (7)      | 35   | 36      | 0,97    |
| 1989–90   | Hugo Sánchez (5)               | Reial Madrid (18)          | 38   | 35      | 1,09    |
| 1990–91   | Emilio Butragueño              | Reial Madrid (19)          | 19   | 35      | 0,54    |
| 1991–92   | Manuel Sánchez, 'Manolo'       | Atlètic de Madrid (8)      | 27   | 36      | 0,75    |
| 1992–93   | Bebeto                         | Deportivo de La Coruña (1) | 29   | 37      | 0,78    |
| 1993–94   | Romário                        | FC Barcelona (8)           | 30   | 33      | 0,91    |
| 1994–95   | Iván Zamorano                  | Reial Madrid (20)          | 28   | 38      | 0,74    |
| 1995–96   | Juan Antonio Pizzi             | CD Tenerife                | 31   | 41      | 0,76    |
| 1996–97   | Ronaldo (1)                    | FC Barcelona (9)           | 34   | 37      | 0,92    |
| 1997–98   | Christian Vieri                | Atlètic de Madrid (9)      | 24   | 24      | 1       |
| 1998–99   | Raúl González (1)              | Reial Madrid (21)          | 25   | 37      | 0,68    |
| 1999–00   | Salva Ballesta                 | Racing de Santander        | 27   | 36      | 0,75    |
| 2000–01   | Raúl González (2)              | Reial Madrid (22)          | 24   | 36      | 0,67    |
| 2001–02   | Diego Tristán                  | Deportivo de La Coruña (2) | 21   | 34      | 0,62    |
| 2002–03   | Roy Makaay                     | Deportivo de La Coruña (3) | 29   | 38      | 0,76    |
| 2003–04   | Ronaldo (2)                    | Reial Madrid (23)          | 24   | 32      | 0,75    |
| 2004–05   | Diego Forlán (1)               | Vila-real CF               | 25   | 38      | 0,66    |
| 2005–06   | Samuel Eto'o                   | FC Barcelona (10)          | 26   | 34      | 0,76    |
| 2006–07   | Ruud van Nistelrooy            | Reial Madrid (24)          | 25   | 37      | 0,68    |
| 2007–08   | Dani Güiza                     | RCD Mallorca               | 27   | 37      | 0,73    |
| 2008–09   | Diego Forlán (2)               | Atlètic de Madrid (10)     | 32   | 33      | 0,97    |
| 2009–10   | Lionel Messi (1)               | FC Barcelona (11)          | 34   | 35      | 0,97    |
| 2010–11   | Cristiano Ronaldo (1)          | Reial Madrid (25)          | 41   | 34      | 1,21    |
| 2011–12   | Lionel Messi (2)               | FC Barcelona (12)          | 50   | 37      | 1,35    |
| 2012–13   | Lionel Messi (3)               | FC Barcelona (13)          | 45   | 32      | 1,41    |
| 2013–14   | Cristiano Ronaldo (2)          | Reial Madrid (26)          | 31   | 30      | 1,03    |
| 2014–15   | Cristiano Ronaldo (3)          | Reial Madrid (27)          | 48   | 35      | 1,37    |
| 2015–16   | Luis Suárez                    | FC Barcelona (14)          | 40   | 35      | 1,14    |
| 2016–17   | Lionel Messi (4)               | FC Barcelona (15)          | 37   | 34      | 1,08    |
| 2017–18   | Lionel Messi (5)               | FC Barcelona (16)          | 34   | 36      | 0,97    |
| 2018–19   | Lionel Messi (6)               | FC Barcelona (17)          | 36   | 34      | 1,06    |
| 2019-20   | Lionel Messi (7)               | FC Barcelona (18)          | 25   | 33      | 0,76    |
| 2020-21   | Lionel Messi (8)               | FC Barcelona (19)          | 30   | 30      | 1,00    |
| 2021-22   | Karim Benzema (1)              | Reial Madrid (28)          | 27   | 32      | 0,84    |
| 2022-23   | Robert Lewandowski (1)         | FC Barcelona (20)          | 23   | 34      | 0,68    |
| 2023-24   | Artem Dòvbik (1)               | Girona FC (1)              | 24   | 36      | 0,68    |

|  | Guanyador també de la Bota d'Or d'aquella temporada. |

## Palmarès

### Per jugador
Lionel Messi del FC Barcelona és el jugador que més Pitxitxis (8) ha aconseguit en la primera divisió espanyola.
| Jugador                   | Trofeus | Temporades                                                             |
| ------------------------- | ------- | ---------------------------------------------------------------------- |
| Lionel Messi              | 8       | 2009-10, 2011-12, 2012-13, 2016-17, 2017-18, 2018-19, 2019-20, 2020-21 |
| Telmo Zarra               | 6       | 1944-45, 1945-46, 1946-47, 1949-50, 1950-51, 1952-53                   |
| Alfredo Di Stéfano        | 5       | 1953-54, 1955-56, 1956-57, 1957-58, 1958-59                            |
| Enrique Castro 'Quini'    | 5       | 1973-74, 1975-76, 1979-80, 1980-81, 1981-82                            |
| Hugo Sánchez              | 5       | 1984-85, 1985-86, 1986-87, 1987-88, 1989-90                            |
| Ferenc Puskás             | 4       | 1959-60, 1960-61, 1962-63, 1963-64                                     |
| Isidro Lángara            | 3       | 1933-34, 1934-35, 1935-36                                              |
| José Eulogio Gárate       | 3       | 1968-69, 1969-70, 1970-71                                              |
| Cristiano Ronaldo         | 3       | 2010-11, 2013-14, 2014-15                                              |
| Guillermo Gorostiza       | 2       | 1929-30, 1931-32                                                       |
| Edmundo Suárez 'Mundo'    | 2       | 1941-42, 1943-44                                                       |
| Manuel Fernández 'Pahiño' | 2       | 1947-48, 1951-52                                                       |
| Amancio Amaro             | 2       | 1968-69, 1969-70                                                       |
| Mario Alberto Kempes      | 2       | 1976-77, 1977-78                                                       |
| Ronaldo                   | 2       | 1996-97, 2003-04                                                       |
| Raúl González             | 2       | 1998-99, 2000-01                                                       |
| Diego Forlán              | 2       | 2004-05, 2008-09                                                       |
| Paco Bienzobas            | 1       | 1928-29                                                                |
| Agustín Sauto 'Bata'      | 1       | 1930-31                                                                |
| Manuel Olivares           | 1       | 1932-33                                                                |
| Víctor Unamuno            | 1       | 1939-40                                                                |
| Pruden Sánchez            | 1       | 1940-41                                                                |
| Marià Martín              | 1       | 1942-43                                                                |
| César Rodríguez           | 1       | 1948-49                                                                |
| Juan Arza                 | 1       | 1954-55                                                                |
| Manuel Badenes            | 1       | 1957-58                                                                |
| Ricardo Alós              | 1       | 1957-58                                                                |
| Juan Seminario            | 1       | 1961-62                                                                |
| Cayetano Ré               | 1       | 1964-65                                                                |
| Luciano Sánchez 'Vavá II' | 1       | 1965-66                                                                |
| Waldo Machado             | 1       | 1966-67                                                                |
| Fidel Uriarte             | 1       | 1967-68                                                                |
| Luis Aragonés             | 1       | 1969-70                                                                |
| Carles Rexach             | 1       | 1970-71                                                                |
| Enrique Porta             | 1       | 1971-72                                                                |
| Mariano Arias 'Marianín'  | 1       | 1972-73                                                                |
| Carlos Ruiz Herrero       | 1       | 1974-75                                                                |
| Hans Krankl               | 1       | 1978-79                                                                |
| Poli Rincón               | 1       | 1982-83                                                                |
| Jorge da Silva            | 1       | 1983-84                                                                |
| Juan Gómez 'Juanito'      | 1       | 1983-84                                                                |
| Baltazar                  | 1       | 1988-89                                                                |
| Emilio Butragueño         | 1       | 1990-91                                                                |
| Manolo Sánchez            | 1       | 1991-92                                                                |
| Bebeto                    | 1       | 1992-93                                                                |
| Romário                   | 1       | 1993-94                                                                |
| Iván Zamorano             | 1       | 1994-95                                                                |
| Juan Antonio Pizzi        | 1       | 1995-96                                                                |
| Christian Vieri           | 1       | 1997-98                                                                |
| Salva Ballesta            | 1       | 1999-00                                                                |
| Diego Tristán             | 1       | 2001-02                                                                |
| Roy Makaay                | 1       | 2002-03                                                                |
| Samuel Eto'o              | 1       | 2005-06                                                                |
| Ruud van Nistelrooy       | 1       | 2006-07                                                                |
| Dani Güiza                | 1       | 2007-08                                                                |
| Luis Suárez               | 1       | 2015-16                                                                |
| Karim Benzema             | 1       | 2021-22                                                                |
| Robert Lewandowski        | 1       | 2022-23                                                                |
| Artem Dòvbik              | 1       | 2023-24                                                                |

### Per club
El Reial Madrid és l'equip que ha tingut més Pitxitxis a les seves files, en la primera divisió espanyola.
| Trofeus | Equips |
| ------- | --- |
| 28      | Reial Madrid |
| 20      | FC Barcelona |
| 12      | Athletic Club |
| 10      | Atlètic de Madrid |
| 6       | València CF |
| 4       | Reial Oviedo |
| 3       | Sporting de Gijón Deportivo de La Coruña |
| 2       | Real Valladolid CF |
| 1       | Reial Societat Reial Saragossa RC Celta de Vigo Sevilla FC Elx CF Granada CF Real Betis Balompié CD Tenerife Racing de Santander Vila-real CF RCD Mallorca Girona FC |